# Armascirus bakeri
Armascirus bakeri är en spindeldjursart som först beskrevs av Frank Jason Smiley 1992.  Armascirus bakeri ingår i släktet Armascirus och familjen Cunaxidae. Inga underarter finns listade i Catalogue of Life.